# Svobodná syrská armáda
Svobodná syrská armáda (zkráceně SSA, někdy též FSA z anglického Free Syrian Army) byla široká koalice decentralizovaných povstaleckých opozičních skupin, která byla jednou ze stran v syrské občanské válce, kde působila jako ozbrojená složka Národní koalice sil revoluce a syrské opozice. Vznikla z vojáků, kteří dezertovali z vládních ozbrojených sil – 29. července 2011 ji vyhlásila skupina sedmi přeběhlých důstojníků. Ke konci roku 2011 byla FSA hlavní skupinou syrských vojenských dezertérů a stala se hlavní bojovou silou opozice v první fázi války. Původně formální vojenská organizace v průběhu války ztratila svou původní velitelskou strukturu a po roce 2017 dochází k jejímu rozptýlení mezi další opoziční milice. Identita FSA byla později používána jinými opozičními skupinami až do pádu baasistického režimu v roce 2024 a následného sloučení ozbrojených frakcí do jednotné armády pod velením přechodné vlády.

## Historie

### Vznik a útok na syrskou armádu
K prvním zběhnutím ze syrské armády došlo koncem dubna 2011, kdy byla armáda vyslána do města Dar'á aby potlačila pokračující protesty. Některé jednotky odmítly střílet do demonstrantů a oddělily se od armádních jednotek. Videozáznam ukázal civilisty pomáhající vojákům, kteří byli postřeleni po zběhnutí. Zběhnutí dle neověřených informací probíhaly po celé jaro. Několik vojáků, kteří odmítli střílet do civilistů bylo syrskou armádou popraveno.
Svobodná syrská armáda byla založena 29. července 2011 plukovníkem Riadem al-Asadem a šesti důstojníky, kteří přešli ze syrských ozbrojených sil. Ti ve zveřejněném videu prohlásili „všechny (syrské) bezpečnostní složky, které útočí na civilisty“ za své nepřátele a prohlásili, že cílem SSA je „svrhnout systém“ a „svrhnout režim“. Tito důstojníci oznámili, že bezprostřední prioritou Svobodné syrské armády je ochrana životů protestujících a civilistů před smrtícím potlačením ze strany bezpečnostních složek Bašára al-Asada, s konečným cílem dosáhnout cílů syrské revoluce, jimiž bylo ukončení dlouholeté vlády rodiny al-Asadů. 23. září 2011 se SSA spojila se skupinou Svobodných důstojníků (الجيش السوري الحر‎‎, Ḥarakat aḑ-Ḑubbāṭ al-Aḥrār). Západní pozorovatelé, jako například The Wall Street Journal, je po tomto spojení začali považovat za hlavní bojující skupinu přeběhlíků.  Od prosince 2011 SSA spolupracovala se Syrskou národní radou (‎المجلس الوطني السوري‎‎, al-Majlis al-Waṭanī as-Sūri) a poté, co byla v listopadu 2012 založena Národní koalice sil revoluce a syrské opozice, podporuje i tuto organizaci.
V roce 2011 tvořili 90 % SSA sunnité a zbývajících 10 % hlavně ší'itští alavité, Drúzové a Palestinci. V listopadu 2011 operovala Svobodná syrská armáda napříč celou Sýrií, a to jak v městských oblastech, tak i venkovských. Vojáci Svobodné syrské armády byli vyzbrojeni puškami, lehkými a těžkými kulomety, granáty a výbušnými zařízeními. Jejich počet v této době dosahoval cca 15 tisíc.

### Bojové akce
SSA měla za cíl být vojenským křídlem syrské lidové opozice proti režimu prostřednictvím ozbrojených operací a povzbuzení dezercí z armády. Vzhledem k tomu, že syrská armáda byla vysoce organizovaná a dobře vyzbrojená, zvolila SSA vojenskou strategii guerillového boje na venkově i ve městech, se strategickým zaměřením na ozbrojené akce v hlavním městě Damašku. Tato kampaň neměla za cíl držet území, ale spíše rozptýlit vládní síly a jejich logistické řetězce ve městech, vyvolat vyčerpání bezpečnostních složek, snížit jejich morálku a destabilizovat vládu. Vedením guerillové války po celé zemi dosahovala řady úspěchů proti mnohem lépe vyzbrojeným vládním silám.
SSA zpočátku usilovala o rychlé odstranění vrcholného vedení režimu; v červenci 2012 se jí podařilo úspěšně zavraždit šéfa zpravodajské služby Assefa Šawkáta a ministra obrany Dawouda Rádžiha. Na začátku roku 2012 zahájily Íránské revoluční gardy koordinovanou vojenskou kampaň vysláním desítek tisíc chomejnistických bojovníků, aby zabránily kolapsu baasistické armády, což konflikt ještě více polarizovalo podél sektářských linií. Mezi červencem 2012 a červencem 2013 se SSA potýkala s nízkou disciplínou, vnitřními boji mezi jednotlivými frakcemi a džihádisty (Fronta an-Nusrá), kteří v severní Sýrii získali převahu nad SSA. V dubnu 2013 přislíbily USA poskytnout „nesmrtící pomoc“ v hodnotě 123 milionů amerických dolarů syrské opozici prostřednictvím SSA.

### Úpadek
Po roce 2013 SSA postihlo snižování disciplíny, absence centralizovaného politického vedení, nedostatek podstatné západní podpory, zhoršující se zásobování zbraněmi a klesající finanční prostředky, zatímco rivalizující islamistické milice se staly dominantními v ozbrojené opozici. Ruská vojenská intervence v roce 2015 zastavila expanzi SSA a řada ruských a íránských protiútoků v roce 2016 oslabila její významné územní zisky a vážně poškodila její velitelskou strukturu. V prosinci 2016 skončila po čtyřech letech bojů bitva o Aleppo vítězstvím vládních sil. Vedle těchto útoků byla SSA také značně oslabena dezercí.
Po turecké vojenské intervenci v Sýrii v roce 2016 a začátku snižování angažovanosti dalších zemí se milice SSA staly více závislými na Turecku, které se stalo jejich útočištěm a zdrojem zásobování. Od konce srpna 2016 turecká vláda vytvořila novou koalici syrských povstaleckých skupin, včetně mnoha, které byly součástí SSA. Tato reorganizovaná povstalecká síla byla v roce 2017 pojmenována Syrská národní armáda (SNA).
SSA nadále již fungovala jen jako zastřešující označení pro různé skupiny. Po porážce baasistického režimu v roce 2024 se zakladatel SSA plukovník Asaad zapojil do spolupráce s přechodnou vládou na sjednocení ozbrojených frakcí pod novým ministerstvem obrany, s cílem vytvořit jednotné vojenské velení a předejít vnitřním konfliktům. Zdůraznil potřebu vykonání spravedlnosti namísto pomsty a vyzval k postavení představitelů bývalého režimu před soud.